# اینتل آرک
اینتل آرک (Intel Arc) نام تجاری واحدهای پردازش گرافیکی است که توسط اینتل طراحی شده‌اند. این تولیدات، پردازنده‌های گرافیکی مجزا هستند که بیشتر برای بازار بازی‌های رایانه‌های شخصی با جزئیات گرافیکی به بازار عرضه می‌شوند. این برند همچنین نرم‌افزار و خدمات گرافیکی رایانه‌ای را پوشش می‌دهد.
اینتل آرک با دو تولیدکنندهٔ بزرگ پردازنده‌های گرافیکی، جی‌فورس انویدیا و رادئون ای‌ام‌دی در حال رقابت است. سری Arc-A برای لپ‌تاپ‌ها در ۳۰ مارس ۲۰۲۲ معرفی شد و A750 و A770 هر دو در سال ۲۰۲۲ عرضه شدند.
اینتل به‌طور رسمی پردازنده‌های گرافیکی ایستگاه کاری آرک پرو را در ۸ اوت ۲۰۲۲ راه‌اندازی کرد

## نام‌گذاری
به گفتهٔ اینتل، نام این برند از مفهوم آرک داستانی موجود در بازی‌های ویدیویی گرفته شده‌است. هر نسل از آرک بر پایهٔ هر حرف از الفبای لاتین به ترتیب صعودی نام‌گذاری می‌شود. این نام‌گذاری‌ها با A شروع می‌شوند، سپس B، سپس C و …
نسل یکم، Alchemist (به معنای کیمیاگر) نام دارد و Battlemage و Celestial و Druid نام‌های مربوط به نسل‌های دوم، سوم و چهارم آرک هستند.

## نسل‌های پردازنده‌های گرافیکی

### Alchemist

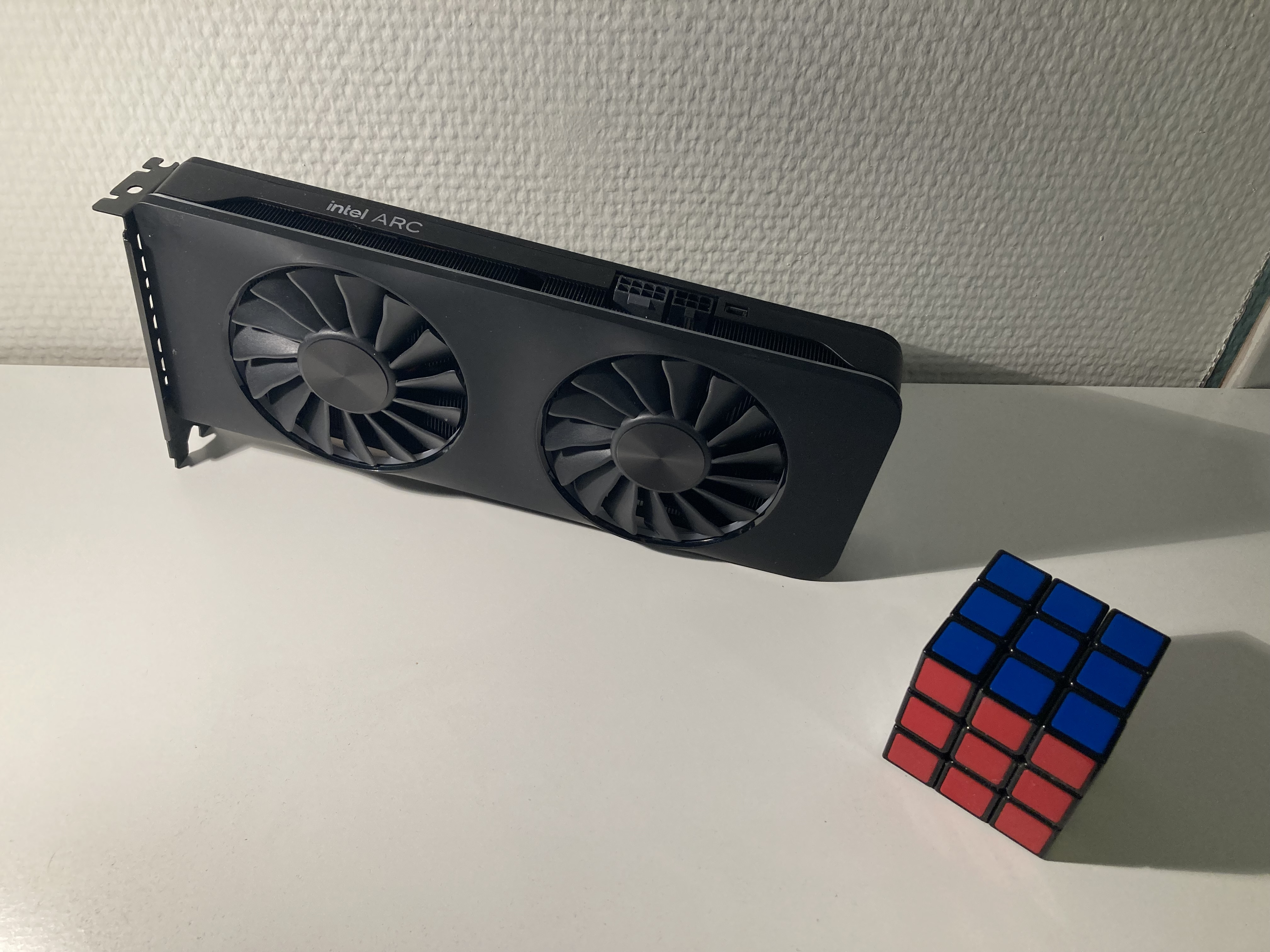
یک پردازندهٔ اینتل آرک A770 شانزده گیگابایتی، بالاترین پردازندهٔ گرافیکی دسکتاپ از نسل یک پردازنده‌های گرافیکی Alchemist اینتل، در کنار یک مکعب روبیک برای مقیاس

نخستین نسل از پردازنده‌های گرافیکی آرک اینتل، با نام رمز قبلی «DG2» و با نام رمز «Alchemist» در ۳۰ مارس ۲۰۲۲ برای هر دو فرم لپ‌تاپ و دسکتاپ منتشر شد. تی‌اس‌ام‌سی قالب را با استفاده از فرایند ۶ نانومتری خود تولید می‌کند.
Alchemist از معماری پردازندهٔ گرافیکی Intel Xe یا به‌طور خاص‌تر، نوع Xe-HPG استفاده می‌کند. Alchemist از رهگیری پرتوهای مبتنی بر سخت‌افزار، XeSS یا سوپرنمونه‌برداری مبتنی بر شبکه‌های عصبی (مشابه DLSS انویدیا) و دایرکت‌اکس ۱۲ اولتیمیت پشتیبانی می‌کند. همچنین از دیسپلی‌پورت ۲٫۰ و اورکلاک پشتیبانی می‌شود. رمزگذار سخت‌افزاری با عملکرد ثابت AV1 در GPUهای Alchemist به‌عنوان بخشی از هستهٔ ویدیویی کوییک سینک اینتل گنجانده شده‌است.
اینتل تأیید کرد که پشتیبانی از ASTC با شروع Alchemist از سخت‌افزار حذف شده‌است و ریزمعماری‌های پردازندهٔ گرافیکی اینتل آرک آینده نیز از آن پشتیبانی نخواهند کرد.

اینتل آرک از OpenCL 3.0 پشتیبانی می‌کند، برای مثال، این پردازندهٔ گرافیکی می‌تواند در شبکهٔ جامعهٔ جهانی کار کند.

### نسل‌های آینده
اینتل همچنین نسل‌های آیندهٔ پردازنده‌های گرافیکی آرک اینتل را در دست توسعه دارد: Battlemage (بر پایهٔ Xe 2)، Celestial (بر پایهٔ Xe 3)، و Druid. Battlemage جانشین Alchemist خواهد شد.
اینتل اعلام کرد که سی‌پی‌یوهای Meteor Lake و نسل‌های بعدی پردازنده‌های مرکزی از یک پردازندهٔ گرافیکی Intel Arc Tile استفاده خواهند کرد.

## اینتل XeSS
Intel XeSS یک فناوری مقیاس‌بندی تصویر یادگیری عمیق در زمان واقعی است که عمدتاً برای استفاده در بازی‌های ویدیویی به‌عنوان رقیبی برای فناوری‌های DLSS انویدیا و FSR ای‌ام‌دی توسعه یافته‌است. علاوه بر این، XeSS به کارت‌های گرافیک اینتل آرک محدود نمی‌شود. از دستورالعمل‌های XMX منحصراً برای کارت‌های گرافیک اینتل آرک استفاده می‌کند، اما به استفاده از دستورالعمل‌های DP4a در پردازنده‌های گرافیکی رقیب که از دستورالعمل‌های DP4a پشتیبانی می‌کنند بازمی‌گردد. XeSS دارای ۶۴ نمونه در هر پیکسل است اما نمونهٔ انویدیا DLSS دارای ۱۶ نمونه در هر پیکسل (۱۶کی تصاویر مرجع) است.

## مشکلات

### درایورها
عملکرد پردازنده‌های گرافیکی اینتل آرک با توجه به پشتیبانی ضعیف درایور، به‌ویژه در زمان راه‌اندازی، آسیب دیده‌است. پژوهش‌هایی که توسط Gamers Nexus انجام شد، ۴۳ مشکل درایور شناخته شده در پردازنده‌های گرافیکی آرک را شناسایی کرد که وجود این مشکلات از سوی اینتل نیز تأیید شد. همچنین پت گلسینگر، مدیر عامل اینتل مشکلات درایور را دلیل تأخیر در معرفی سری آرک دانست.
یک درایور بتا از اکتبر ۲۰۲۲ به‌طور تصادفی کلاک حافظه را ۹ درصد در آرک A770 از ۲۱۸۷ به ۲۰۰۰ مگاهرتز کاهش می‌داد که منجر به کاهش ۱۷ درصدی پهنای باند حافظه می‌شد. این مشکل خاص بعداً برطرف شد.
اینتل یک درایور منبع باز برای لینوکس نیز فراهم می‌کند.

### سازگاری با دایرکت‌اکس ۹
تا نسل Alchemist، اینتل آرک تنها شامل پشتیبانی سخت‌افزاری مستقیم برای دایرکت‌اکس ۱۱ و ۱۲ و APIهای گرافیکی وولکان می‌شود و نسخه‌های دایرکت‌اکس ۹ و ۱۰ و APIهای اوپن‌جی‌ال قدیمی از طریق یک لایهٔ سازگاری بی‌درنگ در درایور گرافیک اینتل پشتیبانی می‌شوند. در نتیجه، پردازنده‌های گرافیکی Alchemist در بازی‌هایی که تنها می‌توانند از این APIهای قدیمی‌تر استفاده کنند از جمله چندین بازی ورزشی مبتنی بر دایرکت‌اکس ۹ مانند کانتر-استرایک: گلوبال آفنسیو، لیگ افسانه‌ها و استارکرافت ۲: بال‌های آزادی، به‌طور قابل توجهی ضعیف‌تر از رقبای خود یعنی پردازنده‌های گرافیکی انویدیا و ای‌ام‌دی هستند. همچنین فاصلهٔ عملکردی بین دایرکت‌اکس ۱۱ و ۱۲ وجود دارد.
به‌روزرسانی درایور دسامبر ۲۰۲۲ سازگاری و عملکرد آرک را در بازی‌های مبتنی بر دایرکت‌اکس ۹ بهبود بخشید. به گفتهٔ اینتل، به‌روزرسانی درایور باعث شد تا پردازنده‌های گرافیکی آرک در بازی‌های دایرکت‌اکس ۹ تا ۱٫۸ برابر سریع‌تر شوند. به‌روزرسانی دیگر درایور در فوریهٔ ۲۰۲۳ نیز عملکرد اینتل آرک را در بازی‌های مبتنی بر دایرکت‌اکس ۹ بهبود بخشید.